# Острожский район
Остро́жский район (укр. Острозький район) — упразднённая административная единица на юге Ровненской области Украины. Административный центр — город Острог.

## География
Площадь — 693 км²

## История
Образован 17 января 1940 года в составе Ровенской области Украинской ССР, на территории города Острог и бывших сельских гмин Новомалин, Сеянцы и Хоров Здолбуновского повята Волынского воеводства. В ходе хрущёвской административной реформы, в 1962 году район был расформирован, а его территория вошла в состав Гощанского района. Восстановлен в 1965 году. В 1995 году Острог получил статус города областного подчинения и был выведен из состава района.
17 июля 2020 года в результате административно-территориальной реформы был включён в состав Ровненского района. На его территории была сформирована Острожская городская община.

## Демография
Население района составляло 28 081 человек (2019 г.), все проживают в сельской местности.

## Административно-территориальное устройство
На момент упразднения район включал в себя:

- сельских советов — 21;
- сёл — 55.